# Abbotsbury
Abbotsbury ist eine Ortschaft und zugleich eine Landgemeinde (Civil Parish) in Dorset, England. Das Dorf hat knapp 500 Einwohner, es liegt 16 Kilometer nordwestlich von Weymouth und 11 km westlich von Dorchester an der Jurassic Coast, einem als Weltnaturerbe ausgezeichneten Abschnitt der englischen Südküste.
Der Ort ist, nicht zuletzt wegen seiner ihn umgebenden abwechslungsreichen Landschaft, ein beliebtes Ziel für Touristen. Als sehenswert gelten die baulichen Überreste der im Mittelalter gegründeten Abtei, eine 7 Hektar große subtropische Gartenanlage, die Fronscheuer und ein Schwanenreservat.

## Geographie
Abbotsbury liegt in der von Natural England ausgewiesenen National Character Area Weymouth Lowlands, im Gebiet der von der UNESCO zum Weltnaturerbe erklärten Jurassic Coast sowie in der Area of Outstanding Natural Beauty Dorset. Das Dorf hat einen durchschnittlichen jährlichen Niederschlag von 680 mm, das Klima ist nahezu frostfrei.
Der Ortskern liegt am Mills Stream, einem kleinen Bach, der etwa zweieinhalb Kilometer östlich bei Portesham entspringt. An der ehemaligen Abtei knickt er nach Süden ab, um nach einem weiteren Kilometer in The Fleet, einen durch den Chesil Beach vom Ärmelkanal abgegrenzten Brackwasserbereich zu münden. Das Westende von Chesil Beach sowie der westlich angrenzende Küstenstreifen gehören ebenfalls zum Gemeindegebiet von Abbotsbury.

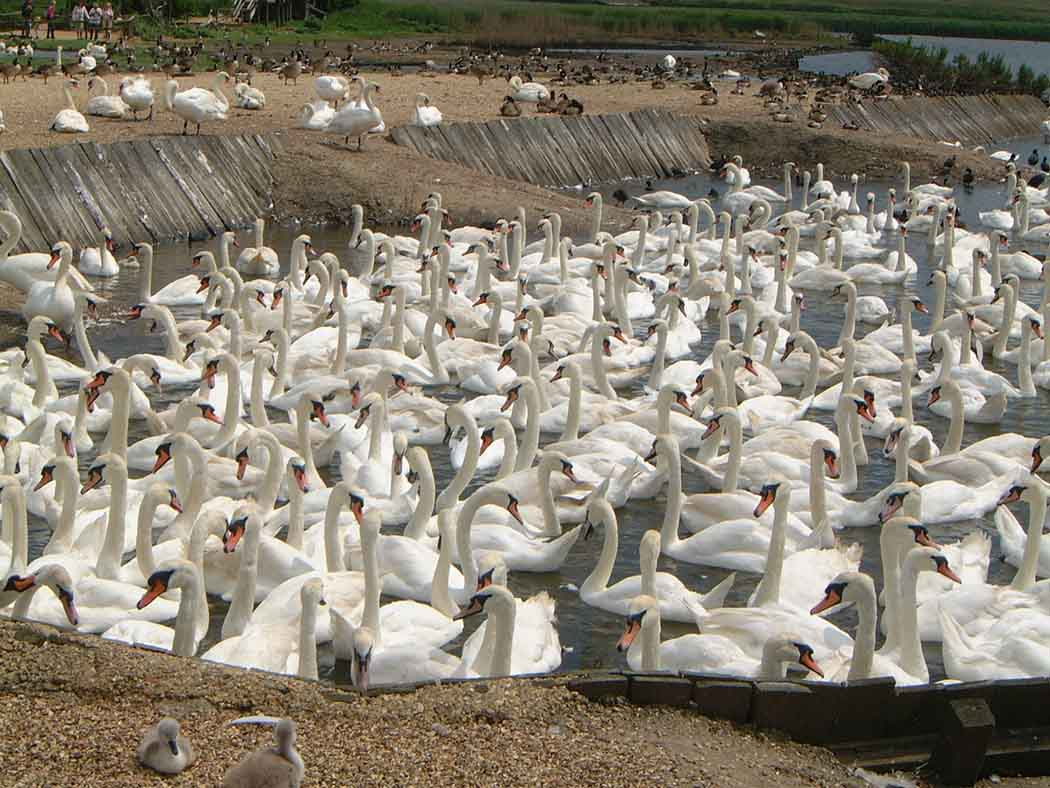
Abbotsbury Swannery

Die Fläche der Gemarkung beträgt 19,53 Quadratkilometer. Benachbarte Gemeinden sind, beginnend im Westen und dann im Uhrzeigersinn, Puncknowle, Long Bredy, Portesham und Langton Herring. Abbotsbury hat keinen eigenen Gemeinderat (Parish Council), sondern bildet mit den zwei letztgenannten Orten sowie mit Fleet einen Gemeindeverband namens Chesil Bank.
Auf dem Gebiet der Gemeinde sind drei Bereiche als Site of Special Scientific Interest (SSSI) ausgewiesen und stehen somit unter Naturschutz. Es sind dies Abbotsbury Blind Lane, Abbotsbury Castle sowie der Westteil von Chesil and The Fleet; hier befindet sich die Abbotsbury Swannery mit in der Brutzeit bis zu 100 Höckerschwanpaaren.

## Geschichte
Die erstmalige urkundlich Erwähnung stammt aus dem Zeitraum zwischen 936 und 946, als Abbedesburie, im Rahmen einer Lehensvergabe König Edmunds an einen Sigewulf. Die Bezeichnung legt nahe, dass es sich um einen Bereich handelt, der ehemals im Besitz eines Abtes war. Für ein verschiedentlich vermutetes Münster aus dem 8. Jahrhundert gibt es bislang keinen Nachweis.
Knut der Große (gestorben 1035) überließ einem Gefolgsmann namens Orc oder auch Ore einen Landstrich rund um Abbotsbury. Möglicherweise bereits 1026, spätestens aber 1044 entstand dort ein Kloster, welches mit Benediktinermönchen aus Cerne Abbey besetzt wurde. Das Domesday Book aus der zweiten Hälfte des elften Jahrhunderts gibt für Abedesberie 62 Haushalte an. Die um das Kloster entstandene Siedlung erhielt 1274 das Recht zur Abhaltung eines freitaglichen Wochenmarktes verliehen. 1291 wurde erstmals eine Pfarrkirche erwähnt, 1393 eine Schwanenzucht.
1539, unter Heinrich VIII., wurde das Kloster aufgelöst, Grund und Gebäude an Sir Giles Strangways verkauft. Ein von Mitgliedern seiner Familie dort errichtetes Herrenhaus fungierte während des Englischen Bürgerkrieges als Munitionslager und Festung der Royalisten, es wurde 1644 während einer Belagerung durch Parlamentstruppen zerstört.
1753 geriet die Ortschaft im Rahmen eines bis heute unaufgeklärten Kriminalfalles in die nationalen Schlagzeilen, als eine Hausbedienstete namens Elizabeth Canning entführt wurde – oder dies vorgetäuscht hatte. Dies veranlasste eine Londoner Zeitung, die Einwohner von Abbotsbury als „Diebe, Schmuggler und Wrackplünderer“ (englisch thieves, smugglers and plunderers of wrecks) zu bezeichnen.
1758 wurde in Abbotsbury die erste Schule eröffnet. Sie wurde 1973 geschlossen, seither besuchen die Kinder des Ortes die Schule in Portesham. 1765 ließ die Familie Strangways außerhalb des Ortes ein Schloss errichten, seine Außenanlagen sind der Ursprung des heutigen subtropischen Gartens. Das Bauwerk selbst brannte 1913 nieder, ein nicht fertiggestellter Neubau wurde 1934 abgerissen. 1885 wurde Abbotsbury Endpunkt einer Eisenbahnstrecke, der Abbotsbury Railway. Zunächst als Güterstrecke konzipiert diente sie alsbald auch dem Personenverkehr. 1973 wurde der Betrieb eingestellt.

## Bauwerke

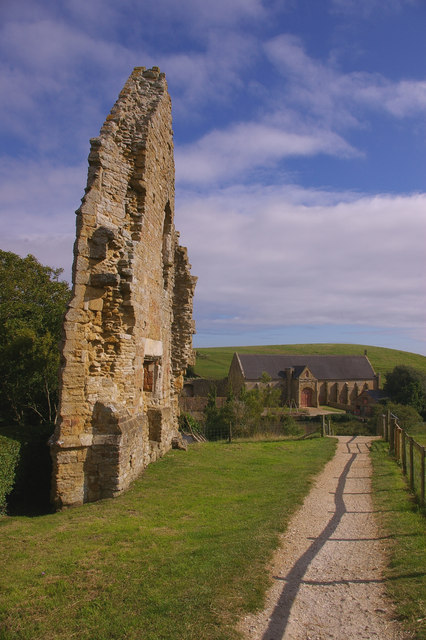
Mauer der Stiftskirche, im Hintergrund die Zehntscheuer

Typisch für Abbotsbury sind die gut erhaltenen Steinhäuser. Insgesamt 114 Bauwerke und Anlagen auf dem Gemeindegebiet werden als kulturhistorisch bedeutsam eingestuft: 88 Listed Buildings der Kategorie II, 6 der Kategorie II* und weitere 6 in der höchsten Kategorie I. Diese sind mit der einen noch vorhandenen Außenmauer der Stiftskirche, der Zehntscheuer, der Mälzerei und der Molkerei vier aus dem Kontext der ehemaligen Abtei, außerdem die Pfarrkirche St. Nicholas und die auf einem Hügel oberhalb des Dorfes gelegene Kapelle St. Catherine. Hierzu kommen 13 als Scheduled Monument ausgewiesene Bodendenkmäler, darunter das Hillfort Abbotsbury Castle, eine eisenzeitliche Befestigungsanlage, sowie die auf die erste Hälfte des 19. Jahrhunderts zurückgehende Parkanlage Abbotsbury Gardens.

## Persönlichkeiten
- Richard Cowper (1926–2002), Science-Fiction-Autor
- James Lovelock (1919–2022), britischer Wissenschaftler, Erfinder und Umweltschützer